# 圣皮埃尔德拉日
圣皮埃尔德拉日（法語：Saint-Pierre-de-Lages，法語發音：[sɛ̃ pjɛʁ də laʒ]）是法国上加龙省的一个市镇，属于图卢兹区

## 地理
圣皮埃尔德拉日（43°34'11"N, 1°37'29"E）面积7.2 平方千米，位于法国奧克西塔尼大區上加龙省，该省份为法国西南部内陆省份，西南端与西班牙接壤，自此顺时针与上比利牛斯省、热尔省、塔恩-加龙省、塔恩省、奥德省和阿列日省接壤。
与圣皮埃尔德拉日接壤的市镇（或旧市镇、城区）包括：瓦莱斯维莱、德雷米勒-拉法日、朗塔、圣富瓦代格尔弗耶。

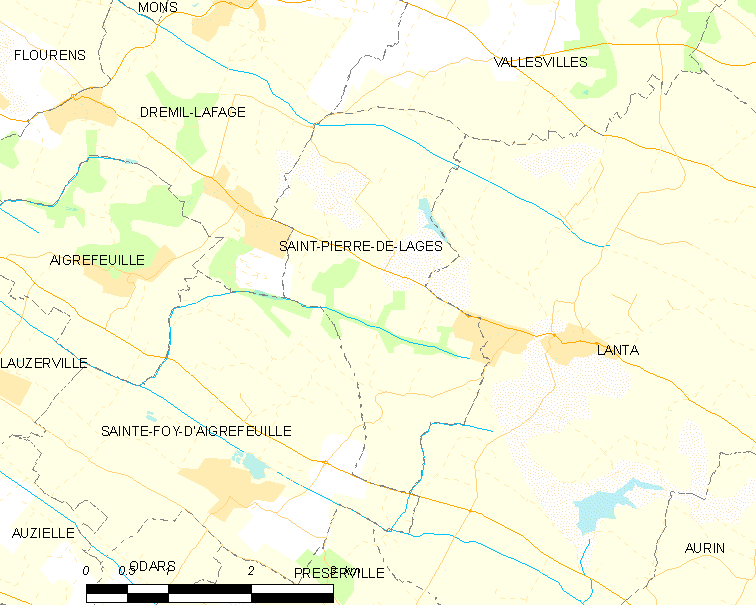
圣皮埃尔德拉日的OSM定位图

圣皮埃尔德拉日的时区为UTC+01:00、UTC+02:00（夏令时）。

## 行政
圣皮埃尔德拉日的邮政编码为31570，INSEE市镇编码为31512。

## 政治
圣皮埃尔德拉日所属的省级选区为勒韦勒县。

## 人口

1962-2008年间圣皮埃尔德拉日人口变化图示

圣皮埃尔德拉日于2022年1月1日时的人口数量为887人。